# مائوریتسیو گائودینو
مائوریتسیو گائودینو (به آلمانی: Maurizio Gaudino) بازیکن فوتبال و هافبک اهل آلمان است که از سال ۱۹۹۳ میلادی عضو تیم ملی فوتبال آلمان بوده‌است. او در ۵ بازی ملی حضور داشته است و آخرین بازی ملی خود را در سال ۱۹۹۴ میلادی انجام داد. مائوریتسو گائودینو در بازی‌های ملی‌اش ۱ گل به ثمر رساند.